# Штрем Альфред Миколайович
Альфред Миколайович Штрем (1898  – 1944) –  радянський мовознавець, діалектолог, германіст.

## Біографія
А. М. Штрем народився у 1898 році в Санкт-Петербурзі.
Закінчив Ленінградський університет та аспірантуру. Учень академіка В. М. Жирмунського.
В 1927 році  почав працювати  на  Україні у Хортицькому німецькому педагогічному технікумі.
Згодом переїхав до Одеси і працював доцентом, професором німецького сектора Одеського інституту народної освіти, Одеського інституту соціального виховання та Одеського педагогічного інституту.
З 1934 року був професором Одеського німецького педагогічного інституту.
У грудні 1935 року був заарештований та засуджений за «контрреволюційну» діяльність. До грудня 1939 року відбував покарання у виправно-трудовому таборі, після чого був засланий до Комі АРСР, де і помер у 1944 році.

## Наукова діяльність
Викладав історію німецької літератури та німецьку мову. Є автором підручників та методичних посібників з німецької мови.
Вивчав діалекти невських німців, німецьких поселень в СРСР. Брав активну участь у діяльності німецької секції Одеської комісії краєзнавства при Всеукраїнській Академії Наук.

### Праці
- Deutsche Mundarten an der Newa/ А. Ströhm // Teuthonista. – Bonn,1926. – Januar 1. Jg. 3. – S. 39 - 62.
- Ziele der Heimatkunde in den deutschen Kolonien/А.  Ströhm // Zur neuen Schule. – Moskau, 1926. – Н. 7/8. – S. 42 - 44;
- Die Entwicklung des deutschen Volksliedes in der Ukraine/ А.  Ströhm // Nachrichten der Odessaer Kommission für Landeskunde an der Ukrainischen Akademie der Wissenschaften. – Nr. 4–5, Deutsche Sektion, Heft 1. – Odessa, 1929. – S. 22 - 44.